# Diplomacy (juego de mesa)

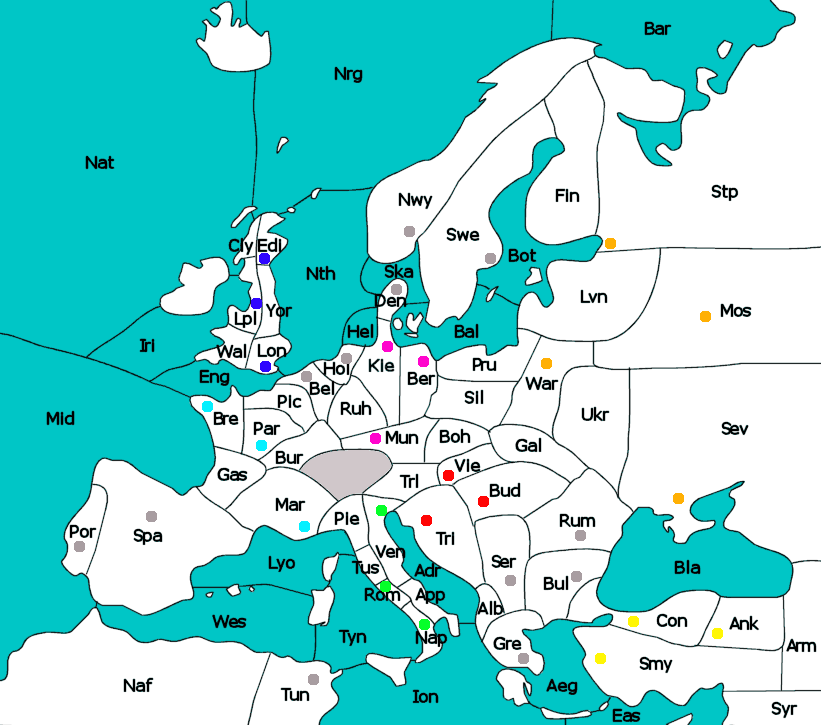
Tablero de Diplomacy.

Diplomacy es uno de los juegos de mesa de estrategia militar más representativos. Fue diseñado por Allan B. Calhamer y publicado originalmente en 1959. Entre sus carecterísticas distintivas puede señalarse el hecho de que se juega por turnos, la acción es simultánea, los jugadores interactúan entre ellos mediante la negociación y el factor suerte es reducido.
Aunque Diplomacy se juega por turnos, todos los jugadores ejecutan sus acciones a la vez escribiéndolos en papel y resolviendo luego todos los movimientos, es decir, de forma simultánea. Se puede decir que es un juego en tiempo real, pero cada paso puede tomar varios minutos.
Diplomacy permite y fomenta la negociación entre los jugadores, negociaciones que luego no tienen por qué cumplirse, ya que faltar a la palabra es legal en el juego y está expresamente contemplado en el reglamento.
Las unidades militares tienen todas la misma fuerza o poder de ataque, por lo que las ayudas (propias o de otros jugadores) se hacen imprescindibles.
El juego se desarrolla en la Europa de principios de siglo XX y representa a las principales potencias del momento: Imperio ruso, Imperio británico, Imperio alemán, Francia, Reino de Italia, Imperio otomano y el Imperio austrohúngaro.
Diplomacy salió al mercado a finales de los años 1950, lo que lo ha convertido en un juego clásico en su género. Desde la llegada de internet se forman muchas partidas para jugar por correo electrónico o con aplicaciones específicas y de igual forma han aparecido variantes que representan otros escenarios.

## Historia
La idea de Diplomacy surgió del estudio de Allan B. Calhamer en Harvard sobre la historia europea del siglo XIX bajo Sidney B. Fay, entre otros, y de su estudio de la geografía política. Calhamer también se inspiró en el juego de cartas de Hearts, en el que observó que los jugadores tenían una ventaja cuando se unían contra el líder, y en el juego de ajedrez, que lo inspiró a usar un número limitado de espacios y piezas.
La forma inicial de Diplomacy se creó en 1954, y sus detalles se desarrollaron mediante pruebas de juego hasta el mapa hecho en 1958 y las revisiones de las reglas. Calhamer pagó una tirada de 500 copias de esa versión del juego en 1959 después del rechazo de las principales compañías. Ha sido publicado desde entonces por Games Research (en 1961, luego una edición de 1971 con un libro de reglas revisado), Avalon Hill (en 1976), por la división Avalon Hill de Hasbro (en 1999), y ahora por Wizards of the Coast (en 2008) en los EE. UU., y con licencia para otros editores de juegos de mesa para versiones vendidas en otros países. Entre estos se encuentran Parker Brothers, Waddingtons Games, Gibsons Games y Asmodée Editions.

## Configuración básica y descripción general
El tablero es un mapa de Europa de 1914 más partes de Asia Occidental y África del Norte. Está dividido en cincuenta y seis regiones terrestres y diecinueve regiones marítimas. Cuarenta y dos de las regiones terrestres se dividen entre las siete Grandes Potencias del juego: Austria-Hungría, Inglaterra, Francia, Alemania, Italia, Rusia y Turquía. Las catorce regiones terrestres restantes son neutrales al comienzo del juego.
Treinta y cuatro de las regiones terrestres contienen "centros de suministro", correspondientes a los principales centros de gobierno, industria o comercio (por ejemplo, Viena y Roma); veintidós de estos se encuentran dentro de las Grandes Potencias y se conocen como centros de suministros "domésticos". Los doce restantes están ubicados en provincias que son neutrales al comienzo del juego. La cantidad de centros de suministro que controla un jugador determina la cantidad total de ejércitos y flotas que un jugador puede tener en el tablero y, a medida que los jugadores ganan y pierden el control de diferentes centros, pueden construir (aumentar) o deben eliminar (disolver) unidades en consecuencia.
Las provincias terrestres dentro de las Grandes Potencias que contienen centros de suministro generalmente reciben el nombre de una ciudad importante de la provincia (por ejemplo, Londres o Moscú), mientras que las otras provincias terrestres dentro de las Grandes Potencias generalmente reciben el nombre de una región (por ejemplo, Bohemia o Apulia). Las provincias terrestres neutrales generalmente reciben el nombre de países (por ejemplo, Serbia o Bélgica). Finlandia y Siria son partes de las grandes potencias, ya que Finlandia era parte del Imperio Ruso y Siria era parte del Imperio Otomano en 1914. El norte de África es una sola provincia que cubre partes de Argelia y Marruecos. Aunque para los propósitos del juego el juego comienza en 1901, el mapa generalmente refleja las fronteras políticas de Europa en 1914 justo antes del estallido de la Gran Guerra, con Bosnia ya anexada al Imperio Austro-Húngaro y los Balcanes reflejando los resultados de las guerras de 1912 y 1913 en la región (excepto que Montenegro se muestra como parte de Austria-Hungría). Por otro lado, el norte de África y Túnez comienzan el juego como neutrales, a pesar de que estas regiones forman parte del imperio colonial francés en 1914.
Todos los jugadores, excepto Gran Bretaña y Rusia, comienzan el juego con dos ejércitos y una flota; Gran Bretaña comienza con dos flotas y un ejército, y Rusia comienza con dos ejércitos y dos flotas, por lo que es el único jugador que comienza el juego con más de tres unidades. Solo una unidad a la vez puede ocupar una región de mapa determinada. El equilibrio de las unidades con el número de centros de suministro se realiza después de cada año de juego, lo que implica dos temporadas de juego: primavera y otoño.
Al comienzo del juego, los doce centros de suministro neutrales generalmente se capturan dentro de los primeros movimientos. La adquisición adicional de centros de suministro se convierte en una dinámica de suma cero con cualquier ganancia en los recursos de un jugador a expensas de un rival.

## Comparación con otros juegos de guerra
Diplomacy se diferencia de la mayoría de los juegos de guerra en varios aspectos:
- Los jugadores no se turnan secuencialmente; en cambio, todos los jugadores escriben en secreto sus movimientos después de un período de negociación, luego todos los movimientos se revelan y se ponen a resolverlos simultáneamente.
- La interacción social y las habilidades interpersonales constituyen una parte esencial del juego.
- Las reglas que simulan el combate son estratégicas, abstractas y simples, no tácticas, realistas o complejas, ya que este es un juego de simulación diplomático, no militar.
- La resolución del combate no contiene elementos aleatorios: no se lanzan dados, no se roban cartas.
- Cada unidad militar tiene la misma fuerza.
- Es especialmente adecuado para el juego postal, lo que llevó a un pasatiempo activo de la publicación amateur.
- Internet Diplomacy es uno de los primeros juegos de mesa que todavía se juega en la web.
- El tablero de juego está en la escala de todo un continente, en lugar de un solo teatro de campaña. [9]
- El poder terrestre y marítimo son casi igualmente importantes, y la decisión de un jugador sobre si formar un ejército o una flota es muy importante.

## ¿Cómo se juega?
Diplomacy avanza por estaciones, comenzando en el año 1901, con cada año dividido en dos estaciones principales: los movimientos de "primavera" y "otoño". Cada temporada se divide en fases de negociación y movimiento, seguidas de ajustes de 'retirada' o 'disolución' y una fase de invierno de fin de año, que es cuando se realizan nuevas construcciones o eliminaciones después de los ajustes de otoño.

### Fase de negociación
En la fase de negociación, los jugadores se comunican entre sí para discutir tácticas y estrategias, formar alianzas y compartir inteligencia o difundir desinformación sobre adversarios mutuos. Las negociaciones pueden hacerse públicas o mantenerse privadas. Los jugadores no están sujetos a nada de lo que digan o prometan durante este período, y ningún acuerdo de ningún tipo es exigible.
La comunicación y la confianza son muy importantes para este juego de estrategia. Los jugadores deben forjar alianzas con otros y observar sus acciones para evaluar su confiabilidad. Al mismo tiempo, deben convencer a los demás de su propia confiabilidad mientras hacen planes para volverse contra sus aliados cuando menos se lo esperan. Una traición en el momento oportuno puede ser tan rentable como una alianza duradera y confiable.

### Fase de movimiento
Después del período de negociación, los jugadores escriben órdenes secretas para cada unidad; estas órdenes se revelan y ejecutan simultáneamente. Una unidad puede moverse desde su ubicación a un espacio adyacente, apoyar a una unidad adyacente para mantener un área en caso de un ataque, apoyar a otra unidad para atacar un espacio o mantenerse a la defensiva. Además, las flotas pueden transportar ejércitos de un espacio costero a otro cuando están en una cadena llamada "convoy". Los ejércitos solo pueden ocupar regiones terrestres y las flotas ocupan regiones marítimas y las regiones terrestres que bordean mares nombrados. Solo una unidad puede ocupar cada región. Si se ordena a varias unidades que se muevan a la misma región, solo la unidad con más apoyo se mueve allí. Si dos o más unidades tienen el mismo apoyo más alto, se produce un enfrentamiento y ninguna unidad ordenada a esa región se mueve. Una unidad a la que se le ordena dar apoyo que es atacada tiene esas órdenes canceladas y se ve obligada a mantenerse, excepto en el caso de que se le esté dando apoyo a una unidad que invade la región donde se originó el ataque.
Ciertos países en el tablero tienen dos costas y si este es el caso, el jugador debe especificar cuál de las costas quiere que ocupe su flota. Una flota de una costa específica solo puede desplazarse a las costas y océanos que bordean la costa en la que se encuentra. Por ejemplo, una flota que ocupa la costa sur de Bulgaria no puede entrar en Rumanía o el Mar Negro, pero una flota en la costa este sí podría hacerlo.

### Fin de año y centros de suministros
Después de cada movimiento de Otoño, los centros de suministro recién adquiridos pasan a ser propiedad del jugador ocupante, y se vuelve a calcular el total de centros de suministro de las grandes potencias; los jugadores con menos centros de suministro que unidades en el tablero deben disolver unidades, mientras que los jugadores con más centros de suministro que unidades en el tablero tienen derecho a construir unidades en sus centros de origen (centros de suministro controlados al comienzo del juego). Los jugadores que no controlan ningún centro de suministros son eliminados del juego, y si un jugador controla 18 o más (es decir, más de la mitad) de los 34 centros de suministro, esa persona es declarada ganadora. Los jugadores también pueden acordar un empate; esto también sucede cuando se producen puntos muertos (infrecuentes).

## Recepción
Larry Harris comentó: "Estoy convencido de que la obra maestra de Allan Calhamer debería ser parte de cada plan de estudios de la escuela secundaria. No se lo digas a los niños, pero enseña historia, geografía, el arte de la negociación política y algo más: un sano escepticismo crítico. Cuando ingresas a la escuela secundaria, tienes una idea bastante clara de que no todo el mundo siempre dice la verdad. ¡Pero un buen juego de Diplomacia te ayuda a comprender cuán hábiles pueden ser algunas personas para engañarte!"
Diplomacy fue incluido en el Salón de la Fama de Aventuras de Diseño y Artes de Juegos de Aventura en 1994. En 2025 accedió al salón de la fama de BoardGameGeek como uno de sus veinticinco primeros juegos seleccionados 

## Traducción en lengua castellana
En los años 80 el juego fue traducido al castellano en Argentina por la empresa Kipo's con el título 1914, el juego de la diplomacia y en España por la hoy en día desaparecida editorial barcelonesa Joc Internacional con el título Diplomacia.